# Leptochiton chariessa
Leptochiton chariessa är en blötdjursart som först beskrevs av Barnard 1963.  Leptochiton chariessa ingår i släktet Leptochiton och familjen Leptochitonidae. Inga underarter finns listade i Catalogue of Life.